# Sophie Mounicot
Sophie Mounicot est une actrice, humoriste et productrice française, née le 6 août 1960 dans le 18e arrondissement de Paris.
Elle se fait connaître du grand public grâce à la série télévisée Voisin, voisine, un téléromanfrançais en 385 épisodes de 58 minutes diffusé du 19 septembre 1988 au 12 avril 1992 sur La Cinq. Elle est également très connue grâce à la série humoristique H.

## Biographie
Sophie Mounicot est née le 6 août 1960. Depuis le collège, elle veut être comédienne. Elle se lance dans le théâtre dès le lycée puis intègre le cours Simon[réf. nécessaire].

### Vie privée
Sophie Mounicot a une fille, Garance.

## Filmographie

### Cinéma
- 1989 : Deux : Anne
- 1991 : La Pagaille : Thérèse
- 1994 : La Cité de la peur  : la journaliste pipelette
- 1995 : Les Apprentis : Surveillante Magasin de Photos
- 1996 : Tiré à part : Fabienne
- 1996 : Les Frères Gravet de René Féret : Stéphanie
- 1999 : La Dilettante : prof de gym
- 1999 : Du bleu jusqu'en Amérique : L'ergothérapeute
- 2000 : Sur un air d'autoroute : Sophie Merlan
- 2000 : In extremis : Laurence
- 2001 : Vertiges de l'amour  : femme "faux-cul"
- 2002 : Bois ta suze
- 2002 : Jojo la frite : une journaliste
- 2002 : Monique de Valérie Guignabodet : Gabrielle
- 2002 : Ah ! si j'étais riche de Gérard Bitton et Michel Munz : Madame Gammet, patronne du salon de coiffure
- 2002 : La Beuze de François Desagnat et Thomas Sorriaux :
- 2004 : Clara et Moi d'Arnaud Viard : Géraldine, amie d'Antoine, personnage principal
- 2006 : Madame Irma de Didier Bourdon et Yves Fajnberg :
- 2007 : Contre-enquête de Franck Mancuso : un inspecteur de police
- 2008 : Ça se soigne ?  de Laurent Chouchan : Anna
- 2008 : Un château en Espagne d'Isabelle Doval : la régisseuse
- 2009 : Victor de Thomas Gilou : Lydia
- 2010 : La Robe du soir de Myriam Aziza : la mère de Juliette
- 2011 : Hollywoo de Frédéric Berthe et Pascal Serieis : Marie
- 2012 : Par amour de Laurent Firode : Florence
- 2016 : Camping 3 de Fabien Onteniente : Sabrina, la cougar
- 2018 : Les Municipaux, ces héros de Francis Ginibre et Éric Carrière : Ghislaine
- 2018 : Les Goûts et les Couleurs de Myriam Aziza : Sylvie Lopez
- 2019 : À cause des filles..? de Pascal Thomas : la collègue maison d'édition
- 2019 : Les Municipaux, trop c'est trop de Francis Ginibre et Éric Carrière : Ghislaine
- 2025 : Aimons-nous vivants de Jean-Pierre Améris : Catherine
- 2025 : Certains l'aiment chauve de Camille Delamarre

### Télévision
- 1988 - 1990 : Voisin, voisine (série télévisée, diffusée sur La Cinq) :
- 1990 - 1992 : Les Nuls, l'émission
- 1991 : Cas de divorce  : Laure Picard
- 1991 : Premiers Baisers (série télévisée) : Stéphanie
- 1993 : Les Filles d'à côté (série télévisée) : Madame/Magalie Ville-Marinet
- 1993 : Regarde-moi quand je te quitte de Philippe de Broca : Rebecca
- 1996 : Docteur Sylvestre (série télévisée) (2 épisodes) :
- 1997 : Julie Lescaut (série télévisée) (épisode 6, saison 6 : "Question de confiance") : Anne Dworski
- 1998 : L'Instit, épisode 5x01, Menteur de Christian Faure : Anne Lachesnay
- 1998 : Avocats et Associés (série télévisée) (1 épisode) :
- 1998 : La Traversée du phare de Thierry Redler : Mme Gaubert
- 1998 - 2002 : H (série télévisée) : Clara Saulnier
- 1999 - 2002 Police District : Pascale, policière en uniforme
- 2001 : L'Impasse du cachalot d'Élisabeth Rappeneau : Mademoiselle Audoin
- 2001 : Les Enquêtes d'Éloïse Rome (série télévisée) : le médecin légiste
- 2001 : Caméra Café (1 épisode)
- 2002 : Un petit garçon silencieux de Sarah Lévy : le docteur Edelmann
- 2002 : On ne choisit pas sa famille, de François Luciani : Sylviane
- 2003 : Les Robinsonnes de Laurent Dussaux : Cathy
- 2003 : Je hais les enfants (téléfilm) de Lorenzo Gabriele : Cathy
- 2006 : Mes parents chéris de Philomène Esposito : Fabienne
- 2008 : Le monde est petit de Régis Musset : Hélène
- 2008 : Un vrai papa Noël de José Pinheiro : Brigitte
- 2009 : Frères de sang de Stéphane Kappes : Morvan
- 2009 : Les Amants de l'ombre de Philippe Niang : Gilberte
- 2009 : Pas de toit sans moi de Guy Jacques : Irène Bouchardeau
- 2010 : Tombé sur la tête de Didier Albert : Patricia
- 2010 : Fais pas ci, fais pas ça (série télévisée) (épisode 8, saison 3) d'Anne Giafferi : la responsable de la garderie (apparition)
- 2011 : Les Ripoux anonymes (série télévisée) de Claude Zidi et Julien Zidi : Myriam
- 2011 : Joséphine, ange gardien : l'assistante sociale
- 2011 : La Grève des femmes de Stéphane Kappes : Hélène
- 2011 : Camping Paradis (série télévisée) (épisode 1, saison 3) : Louise, la juge aux affaires familiales
- 2011 : Midi et Soir de Laurent Firode :
- 2012 : Frère et sœur de Denis Malleval : Valérie Loisel
- 2012 : Le Sang de la vigne (série télévisée) (épisode 3, saison 3) : Émilia
- 2013 : Boulevard du Palais (série télévisée) : Valérie
- 2015 : Presque parfaites de Gabriel Julien-Laferrière
- 2015 : Le Secret d'Élise d'Alexandre Laurent
- 2015 : Falco (série télévisée) (épisodes 5 & 6, saison 3) : Marilise, la mère de Romain Chevalier
- 2015 : Merci pour tout, Charles d'Ernesto Oña : Babeth
- 2016 : Meurtres à Strasbourg de Laurence Katrian : France Benoît
- 2016 : Parents mode d'emploi (1 épisode)
- 2017 : Des jours meilleurs : Chantal, mère de Mathieu
- 2018 : Deutsch-les-Landes de Denis Dercourt : Ghyslaine
- 2020 :  Groom : La mère de William (saison 2)
- 2021 - 2022 : Sam (saisons 5 et 6) : Sonia
- 2021 : Coups de sang de Christian Bonnet : Chantal
- 2023 : César Wagner d'Émilie et Sarah Barbault (épisode 9, « Les liens du sang ») : Déborah Melman

## Théâtre
- 2004 : Quand l'amour s'emmêle d'Anne-Marie Étienne, mise en scène Anne-Marie Étienne, Théâtre du Palais-Royal
- 2005 : Toc toc de Laurent Baffie, mise en scène Laurent Baffie
- 2008 : C'est mon tour de Gérald Sibleyras, François Rollin et Sophie Mounicot, mise en scène Roland Marchisio, Petits Mathurins
- 2011 : Consensuelle ! de Gérald Sibleyras, mise en scène Isabelle Malin assistée de Nathalie Ribet au Théâtre du Petit Gymnase.
- 2014 : Un jour c'était la nuit d'Emmanuel Robert-Espalieu, mise en scène Catherine Marchal, Festival d'Avignon off
- 2017 : Folle Amanda, de Pierre Barillet et Jean-Pierre Gredy, mise en scène Marie Pascale Osterrieth, théâtre Antoine
- 2018 : La Dame de chez Maxim de Georges Feydeau, mise en scène Alain Sachs, théâtre du Gymnase
- 2021 : The Canapé de Patrice Leconte, mise en scène Jean-Luc Moreau, tournée